# Список музичних альбомів аніме «Rurouni Kenshin»

Rurouni Kenshin: Complete CD-Box

Музику до аніме-серіалу Rurouni Kenshin написав японський композитор Асакура Норіюкі. 
Компанія Sony Records випустила декілька дисків з саундтреками. Перший з них, Rurouni Kenshin OST 1 містив 23 пісні. На другому диску, Rurouni Kenshin OST 2 — Departure, знаходилося 21 композицій. Третій, Rurouni Kenshin OST 3 — Journey to Kyoto складався з 13 доріжок. Останні 12 композицій, які були присутні в третьому сезоні аніме, знаходилися на останньому диску, Rurouni Kenshin OST 4 — Let it Burn. 
Музику для обох OVA написав композитор Івасакі Таку, а диски випускала компанія SME Visual Works. Перший диск, Rurouni Kenshin: Tsuioku Hen OVA OST, складався з 16 композицій. Саундтрек-альбом з другої OVA, Rurouni Kenshin: Seisou Hen OVA OST, складався з 18 мелодій.
Музику для анімаційного фільму написав композитор Івасіро Таро.
Також існують чотири альбоми з колекціями найкращіх композицій. Японські актери-сейю, які озвучували персонажів аніме, випустили два альбоми зі своїми піснями, Rurouni Kenshin: Character Songs та Character Songs 2. 
Існує повна збірка композицій, які використовувалися в аніме-серіалі, фільмі та OVA. Ця збірка, випущена в 2002 році, називається Rurouni Kenshin: Complete CD-Box, та включає мелодії всіх вищеперерахованих дисків, а також композиції з двох відеоігор по серії Бродяга Кенсін.

## Список музичних альбомів
| №  | Назва                         | Композитор      | Дата виходу | Дисків\Треків | Видавець          |
| -- | ----------------------------- | --------------- | ----------- | ------------- | ----------------- |
| 1  | OST 1                         | Норіюкі Асакура | 29.05.1996  | 1/23          | Epic/Sony Records |
| 2  | OST 2 — Departure             | Норіюкі Асакура | 21.10.1996  | 1/21          | Sony Records      |
| 3  | OST 3 — Journey to Kyoto      | Норіюкі Асакура | 21.05.1997  | 1/13          | Sony Records      |
| 4  | OST 4 — Let it Burn           | Норіюкі Асакура | 01.02.1998  | 1/12          | Sony Records      |
| 5  | Ishin Shishi e no Requiem OST | Таро Івасіро    | 21.11.1999  | 1/14          | Sony Records      |
| 6  | Tsuioku Hen OST               | Таку Івасакі    | 20.03.1999  | 1/16          | SME Visual Works  |
| 7  | Seisou Hen OST                | Таку Івасакі    | 23.01.2002  | 1/18          | SME Visual Works  |
| 8  | Director's Collection         | —               | 21.07.1997  | 1/30          | Sony Records      |
| 9  | Best Themes Collection        | —               | 21.03.1998  | 1/10          | Sony Records      |
| 10 | Brilliant Collection          | —               | 21.11.1998  | 3/33          | SME Visual Works  |
| 11 | Premium Collection            | —               | 18.12.1999  | 3/29          | SME Visual Works  |
| 12 | Character Songs               | —               | 21.07.1996  | 2/11          | Sony Records      |
| 13 | Character Songs 2             | —               | 18.07.1998  | 1/10          | Sony Records      |
| 14 | Ishin Gekitou Hen Game OST    | Норіюкі Асакура | 12.12.1996  | 1/25          | Antinos Records   |
| 15 | Juuyuushi Inbou Hen Game OST  | Норіюкі Асакура | 22.04.1998  | 1/37          | Sony Records      |
| 16 | Complete CD Box               | —               | 19.09.2002  | 12/все        | SME Visual Works  |